# Lavinen (film, 1978)
Lavinen (engelska: Avalanche) är en amerikansk katastroffilm från 1978 i regi av Corey Allen.

## Handling
Ett störtat flygplan utlöser en lavin som drabbar en närliggande vintersportort.

## Rollista i urval
- Rock Hudson - David Shelby
- Mia Farrow - Caroline Brace
- Robert Forster - Nick Thorne
- Jeanette Nolan - Florence Shelby
- Rick Moses - Bruce Scott
- Steve Franken - Henry McDade
- Barry Primus - Mark Elliott
- Jerry Douglas - Phil Prentiss